# TKbb 4
TKbb nr 4 – parowóz bezogniowy zbudowany w 1912 roku przez firmę Borsig Lokomotiv-Werke GmbH, Berlin. 27 sierpnia 1912 roku parowóz rozpoczął pracę w Hochofenwerk Lübeck AG, Herrenwyk. Po wojnie parowóz pracował w Hucie Szczecin. Lokomotywa otrzymała po niedługim czasie numer zakładowy 4. Tą dwuosiową lokomotywę, zwaną przez pracowników huty "balonem", wycofano z eksploatacji w 1981 roku i początkowo planowano pociąć ją na złom. Jednak w 1984 roku parowóz został wyremontowany i przywrócony do służby pod kierownictwem Bronisława Woszczyńskiego (czynny jeszcze w listopadzie 1986 r.), po ostatecznym wycofaniu z eksploatacji ustawiony jako pomnik. Po zakończeniu pracy w hucie i otwarciu skansenu kolejowego w Choszcznie "balon" stał się jednym z jego eksponatów. Po likwidacji skansenu parowóz będący zabytkiem techniki związanym ze Szczecinem, trafił do parowozowni Wolsztyn.